# 26. ceremonia wręczenia Cezarów
26. ceremonia wręczenia francuskich nagród filmowych Cezarów za rok 2000 odbyła się 24 lutego 2001 w Théâtre du Châtelet w Paryżu.
Galę wręczenia nagród prowadził aktor Édouard Baer.

## Laureaci i nominowani
| Najlepszy film - Gusta i guściki - Harry, twój prawdziwy przyjaciel - Mordercze rany - Kwestia smaku - Dziewczęta z Saint-Cyr | Najlepszy reżyser - Dominik Moll – Harry, twój prawdziwy przyjaciel - Jean-Pierre Denis – Mordercze rany - Agnès Jaoui – Gusta i guściki - Mathieu Kassovitz – Purpurowe rzeki - Patricia Mazuy – Dziewczęta z Saint-Cyr                  |
| Najlepszy aktor - Sergi López – Harry, twój prawdziwy przyjaciel - Jean-Pierre Bacri – Gusta i guściki - Charles Berling – Ścieżki uczuć - Bernard Giraudeau – Kwestia smaku - Pascal Greggory – Pomieszanie płci                                                                                        | Najlepsza aktorka - Dominique Blanc – Stand-by - Emmanuelle Béart – Ścieżki uczuć - Muriel Robin – Marie-Line - Isabelle Huppert – Dziewczęta z Saint-Cyr - Juliette Binoche – Wdowa św. Piotra                                           |
| Najlepszy aktor drugoplanowy - Gérard Lanvin – Gusta i guściki - Alain Chabat – Gusta i guściki - Jean-Pierre Kalfon – Dziewczęta z Saint-Cyr - Emir Kusturica – Wdowa św. Piotra - Lambert Wilson – Wielki świat                                                                                        | Najlepsza aktorka drugoplanowa - Anne Alvaro – Gusta i guściki - Jeanne Balibar – Jutro też jest dzień - Agnès Jaoui – Gusta i guściki - Mathilde Seigner – Harry, twój prawdziwy przyjaciel - Florence Thomassin – Kwestia smaku         |
| Najbardziej obiecujący aktor - Jalil Lespert – Zasoby ludzkie - Jean-Pierre Lorit – Kwestia smaku - Boris Terral – Król tańczy - Cyrille Thouvenin – Pomieszanie płci - Malik Zidi – Krople wody na rozpalonych kamieniach                                                                               | Najbardziej obiecująca aktorka - Sylvie Testud – Mordercze rany - Bérénice Bejo – Najlepsza debiutantka - Sophie Guillemin – Harry, twój prawdziwy przyjaciel - Isild Le Besco – Markiz de Sade - Julie-Marie Parmentier – Mordercze rany |
| Najlepszy scenariusz - Gusta i guściki – Jean-Pierre Bacri i Agnès Jaoui - Harry, twój prawdziwy przyjaciel – Gilles Marchand i Dominik Moll - Zasoby ludzkie – Laurent Cantet i Gilles Marchand - Kwestia smaku – Gilles Taurand i Bernard Rapp - Dziewczęta z Saint-Cyr – Patricia Mazuy i Yves Thomas | Najlepszy film debiutancki - Zasoby ludzkie - Uneasy Riders - Crime Scenes - The Squale - Stand-by |
| Najlepsze zdjęcia - Agnès Godard – Piękna praca - Thierry Arbogast – Purpurowe rzeki - Eric Gautier – Ścieżki uczuć | Najlepszy montaż - Yannick Kergoat – Harry, twój prawdziwy przyjaciel - Hervé de Luze – Gusta i guściki - Maryline Monthieux – Purpurowe rzeki                                                                                            |
| Najlepszy dźwięk - François Maurel, Gérard Lamps i Gérard Hardy – Harry, twój prawdziwy przyjaciel - Vincent Tulli i Cyril Holtz – Purpurowe rzeki - Henri Morelle i Dominique Dalmasso – Król tańczy | Najlepsza muzyka - Tomatito, Sheikh Ahmad Al Tuni, La Caita i Tony Gatlif – Vengo - David Whitaker – Harry, twój prawdziwy przyjaciel - Bruno Coulais – Purpurowe rzeki - John Cale – Dziewczęta z Saint-Cyr                              |
| Najlepsze kostiumy - Edith Vesperini i Jean-Daniel Vuillermoz – Dziewczęta z Saint-Cyr - Olivier Bériot – Król tańczy - Yvonne Sassinot de Nesle – Vatel | Najlepsza scenografia - Jean Rabasse – Vatel - Katia Wyszkop – Ścieżki uczuć - Thierry François – Dziewczęta z Saint-Cyr |
| Najlepszy film krótkometrażowy - Salam i Un petit air de fête - Au bout du monde - Le Puits | Najlepszy film zagraniczny - Spragnieni miłości - American Beauty - Billy Elliot - Tańcząc w ciemnościach - I raz, i dwa |
| Cezar honorowy - Darry Cowl - Charlotte Rampling - Agnès Varda | |